# Charles Estienne (Kurator)
Charles Estienne (* 13. März 1908 in Brest; † 27. Dezember 1966 in Neuilly-sur-Seine) war ein französischer Kunstkritiker, Kurator und Schriftsteller.

## Leben
Sein Vater, Charles Louis Estienne, geboren 1864 in Toulon, war Marineoffizier in Brest. Seine Mutter, Mary Élisa Moisson, stammte aus der Bretagne. Charles studierte bei Jesuiten und machte einen Abschluss in Geschichte und Geografie an der katholischen Fakultät von Lille. 1937 unterrichtete er kurzzeitig Geschichte an einer Hochschule in Brest. Er heiratete die Zeichenlehrerin Odile Vacherot, die ihn mit dem Maler Jean Deyrolle bekannt machte. Aus dieser Freundschaft entstand Charles Estiennes lebenslange Leidenschaft für die Malerei. Deyrolle machte ihn mit Nicolas de Staël bekannt. Danach wurde Estienne zum Organisator zahlreicher Kunstausstellungen, die zwischen 1947 und 1955 organisiert werden.
Charles Estienne gilt als eine der Hauptfiguren der Kunst der 1950er und 1960er Jahre in Frankreich und wurde früh von der Arbeit von Paul Sérusier geprägt. Unter dem Einfluss des Denkens von Wassily Kandinsky begann er sich ab 1945, als er in der französischen Hauptstadt ankam, für die abstrakten Maler der neuen Pariser Schule wie Serge Poliakoff oder Charles Lapicque zu interessieren. 1950 veröffentlichte er das Manifest „Ist abstrakte Kunst unakademisch?“ und reagierte damit auf die Anhänger einer "kalten" Abstraktion, die ihn ab 1954 dazu veranlasste, verstärkt die lyrische Abstraktion in Artikeln zu propagieren. André Breton schloss sich eine Zeit lang dieser Bewegung an und brachte bestimmte lyrische Abstraktionen dem Surrealismus näher. Die Pariser Galerie „A L'Etoile scellée“ stellte daraufhin Maler aus, die Estienne nahe standen und oft von Breton präsentiert wurden, darunter Jean Degottex, René Duvillier oder Marcelle Loubchansky. Im Jahr 1955 präsentierte Estienne im Pädagogischen Museum in Paris die Ausstellung "Perenniality of Gallic Art", die Breton auf die keltische Kunst aufmerksam machte.
1960 unterzeichnete er das "Manifest der 121", einen Aufruf zur Kriegsdienstverweigerung im Kontext des Algerienkrieges.